# Sojuz TM-16
Sojuz TM-16 (ros. Союз ТМ-16) – rosyjska załogowa misja kosmiczna, stanowiąca szesnastą wyprawę na pokład stacji Mir. Misja miała na celu m.in. przetestowanie nowego modułu cumowniczego, przygotowywanego do wizyt amerykańskich promów kosmicznych na pokładzie stacji.